# Elo da Corrente
Elo da Corrente é uma dupla paulistana de rap formada pelos Mc’s e produtores Caio Neri e Pitzan, que tem inerente à sua trajetória de 21 anos a pesquisa sobre a música popular brasileira - como forma de entender quem são musicalmente - e influenciados pela mesma traçam o caminho para a lapidação de seu próprio trabalho, um rap genuinamente brasileiro. A raiz do trabalho do grupo é perceptível no legado que acumulam com o passar dos anos.
Seus lançamentos incluem 4 álbuns de estúdio que contam com a presença de músicos do cenário atual, como integrantes das bandas Hurtmold, Nação Zumbi, Bixiga 70 e a cantora Márcia Castro; os beatmakers Bolin, Coyote Beats e Sala70, até participações de artistas consagrados na música brasileira como Danilo Caymmi, Célia, o maestro Arthur Verocai e Black Alien.
Figuram em coletâneas e discos reconhecidos desde o começo dos anos 2000, além de terem feito parte do extinto coletivo de mcs, djs e produtores conhecido como Rhima Rhara, grandes responsáveis por propor uma mudança estética no rap tupiniquim.

## Discografia
- Boomshot apresenta Elo da Corrente & Mamelo Sound System (LP, 2007)
- Após Algumas Estações (CD, 2007)
- O Sonho Dourado da Família (EP, 2009)
- Cruz (LP/MP3, 2014)